# 瑪琳娜·藍布里尼·戴曼迪斯
瑪琳娜·藍布里尼·戴曼迪斯（英語：Marina Lambrini Diamandis；1985年10月10日—），原藝名為瑪琳娜與鑽石（Marina and the Diamonds，別稱瑪琳娜鑽石），於 2018年時正式改名為瑪琳娜（Marina），是威爾斯的歌手和詞曲作者。瑪琳娜稱自己為「有流行夢想的獨立藝術家」，她時常去解釋她的歌曲中隱含人類情緒起伏的部分。她也因其非傳統的時尚風格而聞名。
出生於布林莫爾成長於村莊潘迪（位於蒙茅斯郡的村莊），年少時為成為一名專業歌手而搬到倫敦，儘管她對音樂只算略懂毛皮。2009年，瑪琳娜在英國廣播公司的年度新聲中名列第二。首張錄音室專輯《傳家珠寶》（2010年）、採用獨立流行以及新浪潮音樂風格。它在英國專輯排行榜排行第5，同時獲得英國唱片業協會金唱片認證。專辑的第二首歌曲，《好萊塢》，在排行榜上排名第12名。
第二張專輯《愛戀之心》（2012）是一張關於專輯同名角色的概念專輯。其統整了電音流行的元素，製作人包括Stargate、盧克博士和Diplo。它成為她在英國的首張冠軍專輯，同時被英國認證為金唱片，首張單曲「Primadonna」是她在單曲排行榜中排名最高的單曲，排名第11。而同名歌曲「Electra Heart」則描繪了同名角色的死亡。瑪琳娜將《愛戀之心》描述為一張「詼諧的專輯」並認為它在美國應更受歡迎，同時，一些英國粉絲則不樂見於音樂風格的轉變。
瑪琳娜以流行電音中獲得靈感錄製的第三張錄音室專輯《鮮美可口》（2015）成為她在英國專輯排行榜中第三張排名前十的專輯，同時也是她在美國告示牌兩百大專輯榜的首張排名前十的專輯，排名第8。錄製工作全程由瑪琳娜和製作人大衛·柯斯騰（David Kosten）製作，該專輯因具凝聚力的聲音和內省的抒情曲詞而受到肯定。

## 早期生活
瑪琳娜·藍布里尼·戴曼迪斯於1985年10月10日出生於布林莫爾，並成長於村莊潘迪。 有一個姊姊。她的母親來自威爾斯，父親來自希臘，兩人在新堡大學相遇並在瑪琳娜四歲時離婚。 離婚後，父親回到希臘，偶爾回來探訪，當時瑪琳娜和家人住在威爾斯的平房裡，她必須和姊姊共用一間臥室；她形容自己的童年是"簡樸恬靜" 以及 "和平、非常平凡且窮苦"。
年幼時，瑪琳娜就讀蒙茅斯女子學校，「我在那找到我的長才⋯⋯我總能從合唱團中脫穎而出，我有一位神奇的音樂老師，他設法說服我，使我相信我可以做到任何事情。」然而，她覺得與學校裡的女孩相比，她更「受限」在自己低收入家庭的身分中。16歲時，她與父親搬到希臘 — 「為了與我的傳統連結並學會說這種語言」，並與她的祖母學習希臘民謠。後期在雅典的聖凱瑟琳英國大使館學校中獲得國際學士學位，兩年後回到威爾斯。然後她和她的母親搬到了赫里福德郡的威河上的羅斯。她痴迷成為一名歌手，「幾乎痴迷成病」，她在加油站工作了兩個月，以便賺錢並搬到倫敦。
儘管沒研讀過音樂，但基於她童年時對寫作的熱愛，使她有作詞的能力。她18歲時開始作詞並搬到倫敦就讀舞蹈學校，但兩個月後便申請退學。隨後她在東倫敦大學學習音樂，但於隔年轉入密德薩斯大學的經典作曲學程，兩個月後便申請退學。
得知辣妹合唱團是經由舞台徵選組成後，瑪琳娜立刻申請了印在報紙上的所有試鏡。她經歷了幾次失敗的試鏡，包括獅子王音樂劇徵選與和維京唱片的男孩樂隊合作機會，這段期間她甚至成功將她的履歷留給A&R代表，但當時因為身體不適而無法接受面試。2005年，她創建了藝名「瑪琳娜鑽石」，成名後，她表示「鑽石」是為她的粉絲而建立的稱呼，而不是她的幕後團隊。
以丹尼爾·約翰斯頓為先例的啟發下，瑪琳娜決定自己創作音樂並停止參加試鏡，她去自學如何彈奏鋼琴並在電腦上錄製音樂。她用網路平台GarageBand自製了她的原聲帶， 並於2007年通過Myspace釋出她的首張迷你專輯《Mermaid vs. Sailor》。同時她與十四個音樂品牌交流，並拒絕了除了一個以外的所有品牌，因為她認為這是唯一不會影響她音樂風格的品牌。2008年，她引起霓虹金唱片公司的Derek Davies的注意，但在管理她六個月後，被澳大利亞錄音藝術家高堤耶聘去做輔助助手。Davies表示「她好著一些能與我產生共鳴的東西。即使她在臥室製作的原聲帶質量很有限，但她這種強大又脆弱的樂聲和寫作風格，在當時聽起來與其他歌曲相比截然不同」。
同年10月，瑪琳娜與華納音樂集團旗下的679錄音公司（最終更名為與679 Artists）簽訂合約。

## 音樂生涯

### 2009-11年：《傳家珠寶》

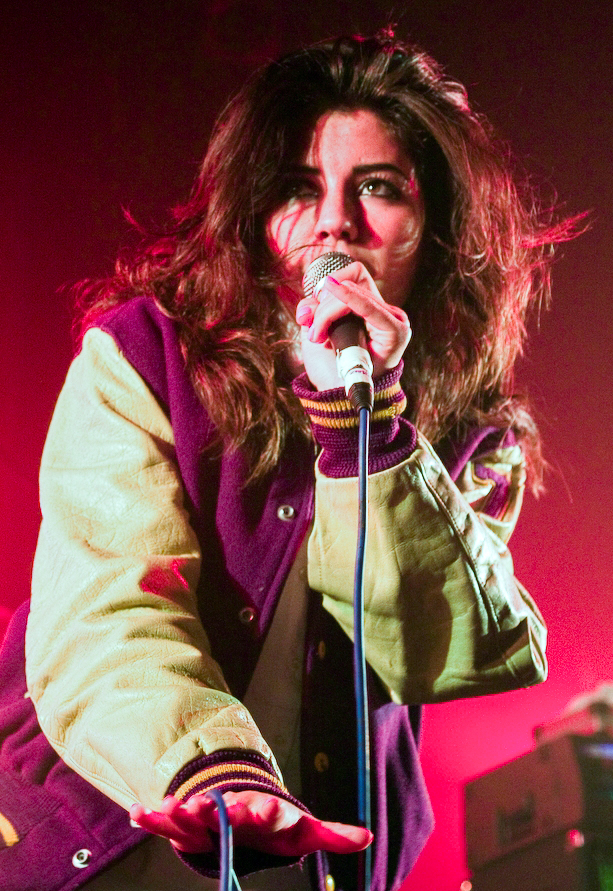
瑪琳娜於2009年10月在紐卡斯爾的乾草市場中的演出。

瑪琳娜的首張單曲《著迷入魔》於2009年2月14日由霓虹金唱片公司發行，6月1日，她的第一張迷你專輯《The Crown Jewels EP》隨即發布。同年夏天，她收邀參加BBC Radio 1的Big Weekend、格拉斯頓柏立當代表演藝術節和Reading & Leeds 音樂節。2009年7月，她在iTunes Live的演出上發布了的第二張迷你專輯。
2009年12月，瑪琳娜在英國廣播公司組織的2010年度新聲調查中排名第二，第一名為歌手兼作曲家艾麗·高登 ;她同時也是全英音樂獎中廣播影評人協會獎中的個提名者之一，而瑪琳娜也是其中之一。
單曲《毛克利之路》於2009年11月13日釋出，即便瑪琳娜將其描述為「非商業性」，但在其影片被包括佩雷斯·希爾頓和肯伊·威斯特在內的部落客分享之後，它成功的受到關注。隨後於2月1日釋出全新單曲《好萊塢》，它在排行榜上排名第12，並最終被英國唱片業協會（BPI）認證為白銀級。
瑪琳娜的首張專輯《傳家珠寶》於2010年2月15日釋出；它首次釋出便在英國專輯排行榜上排名第五，首周銷量27,618份，並最終被英國唱片業協會認證為金唱片。2010年3月，大西洋唱片公司在美國簽署了瑪琳娜與Chop Shop唱片公司的合約。合約生效後，她於3月23日發行了她的第三部迷你專輯 《The American Jewels EP》，後來於5月25日在美國開始發售《傳家珠寶》。該作品在美國告示牌二百大專輯榜上以第138名首次亮相，首周銷量4,000份。在告示牌的最佳新人專輯以及最佳搖滾專輯排行榜上，分別位居第2和第49名。
4月26日，《我不是機器》作為《傳家珠寶》的第三首單曲正式釋出，在排行榜上排行第26名。第四張單曲《噢不!》於8月份釋出，排行第38名。第五張也是最後一張單曲《香檳》僅排行第141名，與之前的單曲相比表現不佳。
為了進一步推銷《傳家珠寶》，瑪琳娜開始了傳家珠寶巡迴演唱會，並在2010和2011年間巡迴了歐洲、北美洲和澳大利亞。2011年1月，在澳大利亞的電台採訪中，她聲明對自己的職業生涯感到失望，尤其是她未能成功吸引美國聽眾。她將這件事歸咎比起她的風格美國聽眾對Lady Gaga等「極具節奏感」的藝術家更有興趣。

### 2011-13年：《愛戀之心》

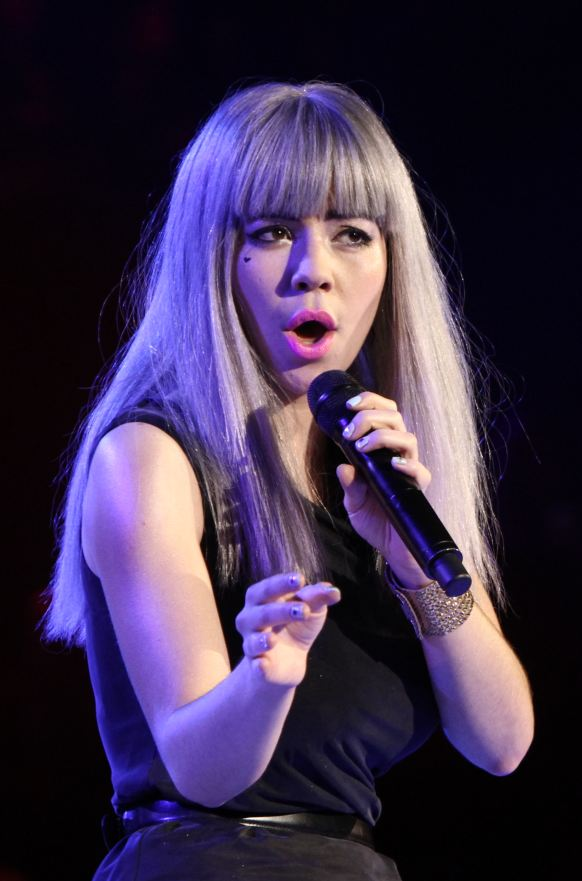
瑪琳娜在2012年4月的演出。

2011年夏天，瑪琳娜和瑞典發片歌手蘿蘋作為美國發片歌手凱蒂·佩芮的加州之夢巡迴演唱會的開場嘉賓。9月30日，瑪琳娜藉iTunes Store釋出「Radioactive」，它在英國單曲排行榜上排第25名。
然而在第二張錄音室專輯釋出前，她選擇以2012年4月釋出的歌曲「Primadonna」作為首張單曲，這首歌是瑪琳娜於英國單曲排行榜上排行最高單曲且以此成名，排第11名。該單曲獲英國唱片業協會的金唱片認證，和來自澳大利亞、丹麥和紐西蘭當地協會的白金唱片認證。
《愛戀之心》作為概念專輯，歌詞之間的高連結性源自於「女性角色」以及「近年來的情感分合」等紓情題材。瑪琳娜創造了名為「Electra Heart」的角色，以作為代表該作品的角色，她還分別為該作品刻劃出了 「青年偶像」、「自大之人」、「偷情者」以及「家庭主婦」等角色形象，它們個別代表了美國刻板文化下的女性形象。專輯於2012年4月27日釋出，並在英國專輯排行榜上排名第一，首周銷量為21,358份。它成為瑪琳娜的第一張英國冠軍專輯，並在當時被認為是英國於21世紀裡最暢銷的專輯。這張專輯超過10萬份的銷售量目前已被英國唱片業協會認可，並同時獲得愛爾蘭唱片音樂協會的金唱片認證以及超過7,500張的銷售量認證。
4月20號，「Power & Control」作為《愛戀之心》的第二張單曲正式釋出，但該曲僅在排行榜上達到第193名。一個月後，瑪琳娜正式宣布「How to Be a Heartbreaker」將作為美國的第二張宣傳單曲，英國的第三張宣傳單曲正式釋出。瑪琳娜表示她在英國製作《愛戀之心》遇到瓶頸時寫下這首單曲，但也因此錯過了列入最初曲目列表的截止日期，僅管如此，它在美國的修訂版列表中卻有著不錯的表現。專輯在美國達到第88名。
2012年，瑪琳娜開始了孤獨心夜場巡迴演唱會，這是她的第二場巡迴演唱會，同時她將作為由酷玩樂團主辦的彩繪人生巡迴演唱會的開場嘉賓。2013年8月8日，瑪琳娜發布了一首音樂影片，歌曲為過去未發行的同名歌曲《愛戀之心》;它描繪了同名角色的死亡，並象徵性地結束了對《愛戀之心》的宣傳活動。

### 2013-16：《鮮美可口》

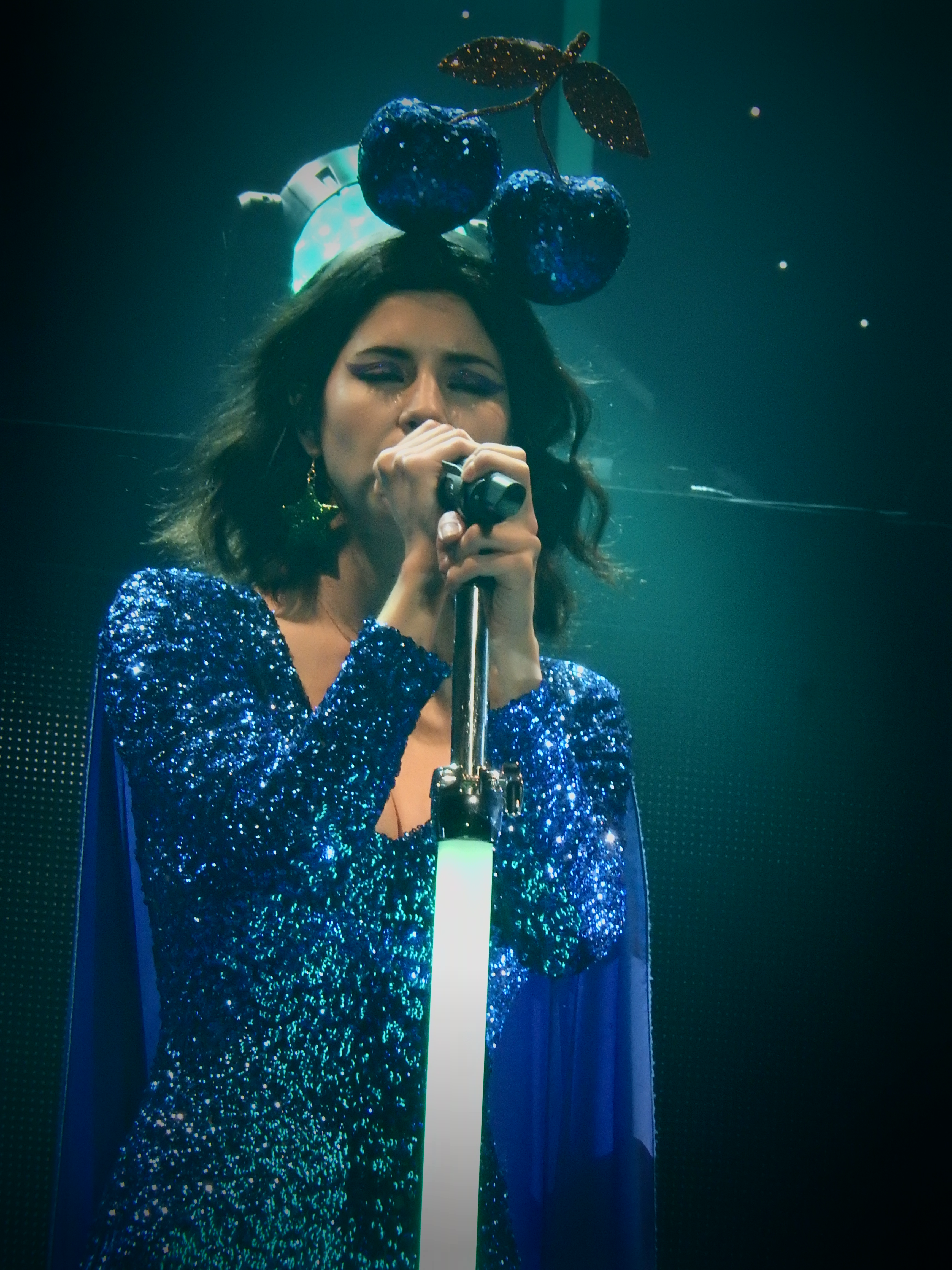
瑪琳娜在2016年2月倫敦的圓屋劇場的表演。

在紐約待了一個月後，瑪琳娜於2013年2月宣布，已經開始為即將發行的第三張錄音室專輯撰寫素材。
最新單曲「Froot」於2014年10月10日，同時也是瑪琳娜29歲生日上正式釋出，隨後，瑪琳娜表示新專輯將與單曲同名。專輯預告於2015年4月3日發行
並於預告釋出後的每個月釋出新單曲。然而，由於網路駭客的洩漏，使得單曲皆被提前外流。
《鮮美可口》由瑪琳娜和David Kosten製作，專輯因其具凝聚力的聲音而受到讚賞。專輯在告示牌兩百大專輯榜上排名第8，這是她目前在美國排名最高的專輯。同時，《鮮美可口》在英國專輯排行榜上排行第10名。
2015年初，瑪琳娜宣布將個別於3、4和5月參與巴西Lollapalooza音樂節、科切拉音樂節以及波士頓呼喊音樂節的現場演出。從2015年10月到明年10月，她開始了巡迴至歐洲及美洲的霓光自然巡迴演唱會；每次演出皆分為三部分，3張專輯皆有部分歌曲收錄在表演目錄，其中大多數歌曲來自《鮮美可口》。11月4日，她在波士頓藍調之屋現場演出，由Yahoo!贊助直播。在一個問答影片中，瑪琳娜回答接下來的巡迴演唱會皆會跟以往不同，因為她察覺她不斷的演出已成了一種「呆板的生活方式」。於2016年4月，她表示將在巡迴演出後休息一段時間。兩個月後，她重回演出，並澄清她寧願維持一定的水平去製作音樂，而不是進入一個巡迴演出、休息的無盡循環。

### 2016–現在：即將釋出的第四張錄音室專輯
2016年6月，瑪琳娜告訴Fuse電視台她已經開始為即將釋出的歌曲編寫新素材， 五個月後，她在Twitter上寫道，她正在錄音室裡研究她的新素材。12月時，電子樂樂團潔淨的盜賊證實了新的單曲「Disconnect」的製作。同時也是他們在2015年科切拉音樂節上與瑪琳娜合作演唱的歌，並將收錄於他們的新專輯;它於2017年6月作為單曲釋出，並在2017年格拉斯頓柏立當代表演藝術節中與他們合作演出。在2018年4月，瑪琳娜證實她將在這一年釋出新的音樂。2018年7月3日，她在推特賬號中宣布，她「為了完成下一張專輯的製作正在前往洛杉磯的路上」，承認它已經製作了「一段時間」，但保證它值得等待。她還暗示這張專輯將於秋季釋出。
2018年8月，瑪琳娜證實她將會去掉藝名中的「鑽石」，並以「瑪琳娜」的身分釋出第四張錄音室專輯。
2019年4月26日,她釋出了她的第四張專輯《Love + Fear》,專輯在美國得到告示牌兩百強第28名,英國第5名,與她前幾張專輯風格有些不同,其中收錄了單曲《人造天堂》,《橘子樹》和《成為一個人》。

## 藝術風格

### 音樂風格和影響
他的音樂聽起來像一個孩子已經完了⋯⋯我是說，就像製作完成後依然能從裡面感覺到雜亂無章的作品一樣。顯然他有著非常迷人的特質，儘管他的音樂不適合世俗的流行，但仍有人愛戴著他。
年幼時，瑪琳娜對的音樂靈感皆是來自她父母的喜好 – 其中因受到母親喜好的影響，瑪琳娜開始關注桃莉·巴頓、恩雅以及喬治·麥可等流行歌手。而受到父親的影響，她則開始關注流行歌手Haris Alexiou。同時，她也關注著當代的流行音樂，包括辣妹合唱團、小甜甜布蘭妮和七小龍。瑪琳娜曾透露，「瑪丹娜是我從15歲時就想成為流行歌手的原因」，然而，她表示直到19歲時她受到PJ哈維、費歐娜·艾波和The Distillers等流行歌手的影響時，她才開始「真正」的接觸音樂。
接觸音樂兩年後她開始吸菸，試圖讓自己聽起來像The Distillers的女主唱布羅迪·代爾，「但它從來沒有奏效，現在我只是養成了一個壞習慣。」她曾在採訪時提及代爾和布蘭妮對她的音樂影響，同時也表示對丹尼爾·約翰斯頓和他使用的低傳真音樂特別有興趣。她開曾玩笑地說「我的聲音跟可能會跟他有一點不同，因為我通常都不知道我在做什麼！」以此暗諷自己缺乏正式的音樂訓練。瑪琳娜擁有聯覺，因此她時常會將特定的顏色與音符與一周中的天數聯想起來
自認身為為「自製音樂家、獨立藝術家及流行指標」，瑪琳娜認為自己的音樂應歸類於「獨立流行音樂 」。保羅·萊斯特在2008年寫道，瑪琳娜交替使用「簡易鍵盤式民謠」和「古怪新浪潮曲折韻律」的頻率，使她的音樂風格「難以捉摸」。舉例來說，《傳家珠寶》融合了新浪潮音樂做為主要元素，但《愛戀之心》卻深受電音流行的影響。瑪琳娜認為，美國比起英國更能接受所謂的「音樂轉型」，並認為美國聽眾較能接受一張「詼諧專輯」背後所隱含的幽默。而與前兩張相較下，《鮮美可口》 則較類似一張流行專輯，主要風格為歐洲流行以及流行搖滾。
當她的職業生涯開始時，瑪琳娜時常被拿來與其他英國女歌手兼作曲家做比較，衛報的保羅·萊斯特寫道，她與其他歌手相比有著「時代精神和作為女性的本質」儘管瑪琳娜本人對這篇文章表態不同意，並表示她與凱特·納什的共通點只有「陰道以及鍵盤樂器」。在《愛戀之心》時期，她認為他人拿自己與女神卡卡、凱蒂·佩芮和拉娜·德芮等流行歌手做比較「非常煩人」，並表示自己寧願被歸類為「自己」。直到現在，她的聲音已經被拿來與小甜甜布蘭妮、凱倫·O、蕾吉娜·史派克特、凱特·布希、芙蘿倫絲·威爾希，以及具有跟瑪琳娜類似音色的安妮·藍妮克絲以及小海瑟做比較。當在評價《傳家珠寶》時，來自線上雜誌PopMatters的Joe Copplestone指出，瑪琳娜的樂聲偶爾會壓過她在歌曲中展現出的，「獨樹一格」旋律。
瑪琳娜的歌詞一旦涉及情緒區塊，便時常會與「分析人類感性結構」的行為相關，這使她發現到，如果她在音樂界失敗，那她將成為一名出色的心理學家。
例如，收錄於《鮮美可口》的歌曲「Savages」反映了人類的暴力行為傾向。由於她是一位女權主義者，所以便將她的歌曲「Sex Yeah」做為她的「女權主義聲明」。Slate雜誌的Rory Cashin稱讚瑪琳娜的歌詞是「極具深度的」，並把她比作一個「高情商的情場外人，她知道如何完美地表達那些我們都有卻永遠不會認同的奇怪想法和反應。」，而The Line of Best Fit的勞倫斯·戴認則為《鮮美可口 》是 一張「精彩的虛無主義及存在主義文選集」。

### 公眾形象

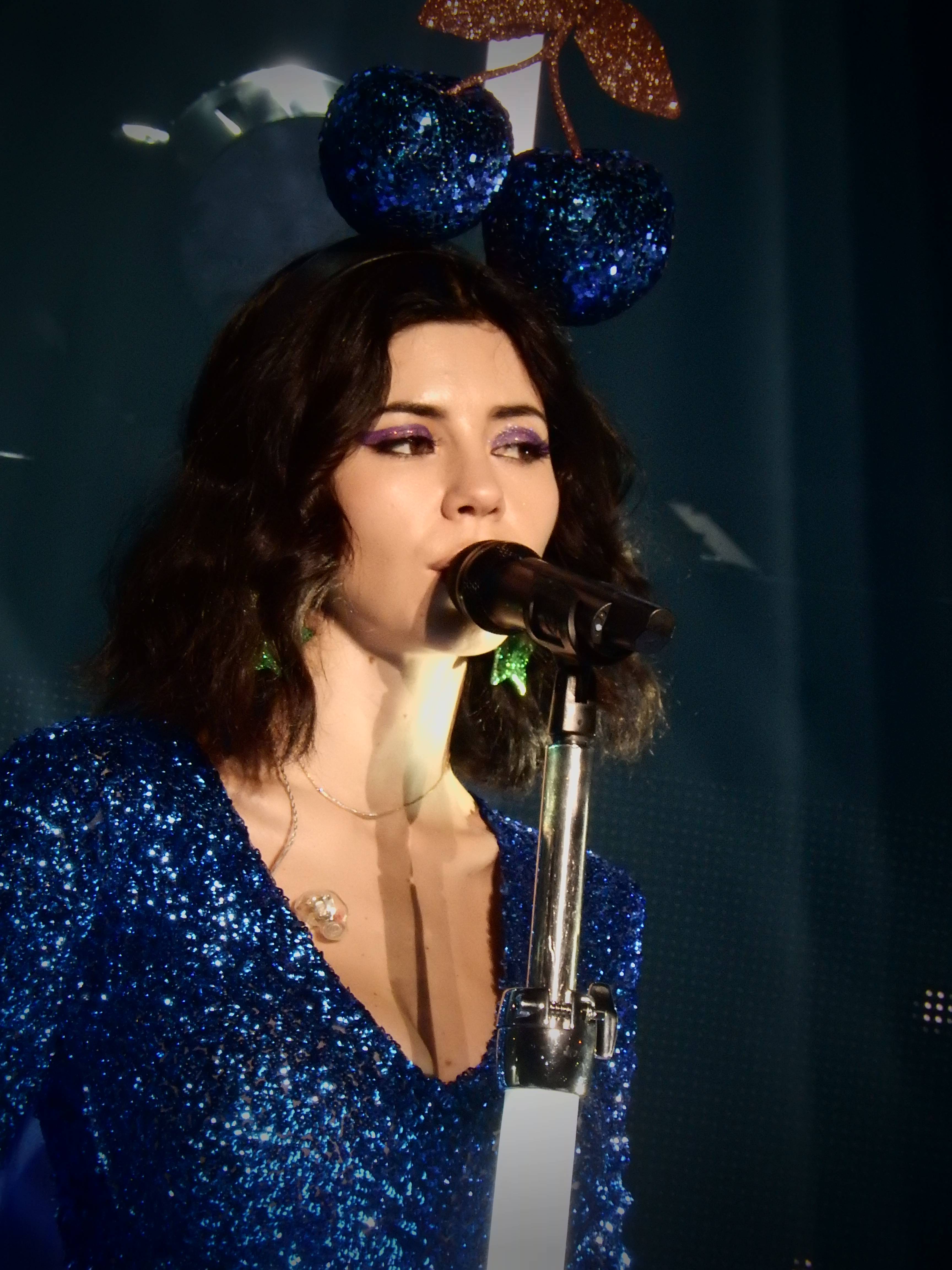
瑪琳娜描述她的時尚風格屬於「超現實主義且70年代風」。

瑪琳娜現已將蘇菲亞·羅蘭、雷伊·萊扎克、雪莉·曼森和關·史蒂芬妮等名人視為她的時尚指標，其中Asli Polat和Mary Benson是她最喜歡的設計師之一。 作為塞爾福里奇百貨公司的活動「音樂之聲」的一份子, 瑪琳娜和設計師Paloma Faith於2010年5月為倫敦牛津街分店設計了自己的展設物，並且另外以作為展覽的「活體模特」的身分出現於現場。11月，瑪琳娜出現在英國版《時尚》的網站上，那個月她為雜誌專欄提出了許多建議。2011年2月，她成為蜜絲佛陀的品牌形像大使，廠商聲稱她的「多彩的個性」非常適合該品牌。2013年，她推出了一個名為《11 Diamonds》的時尚品牌，並為其設計了一系列T恤，但自那以後瑪琳娜就幾乎沒有參與該品牌的設計。
獨立報的Emily Jupp表示，儘管音樂風格發生了各種變化，但在瑪琳娜的職業生涯中，唯一不變的是她那「非傳統的時尚」。例如，在歌曲「How to be a Heartbreaker」的音樂影片，她在影片中「顛覆了大眾常態」，穿著比男模特兒多的衣服，她反應說：「我認為穿過度暴露的衣服不適合我，這感覺很不對勁。我寧願人們聽我說話而不是盯著我的屁股。」2011年，在推廣《傳家珠寶》時，瑪琳娜將她的時尚風格描述為「復古、啦啦隊和卡通風」。四年後，她將她此時的風格形象形容為「糟糕的複古，閃閃發光的全套服裝」，而《鮮美可口》的風格形象則是「70年代與數據路線的混合⋯⋯外加超現實風和70年代」。
她被形容為「流行之謎」，作為「從未覺得自己歸屬於群眾」的藝術家，瑪琳娜也有著自己獨特的邪典追捧。
「在美國，許多流行藝術家在擁有固定粉絲的同時也擁有一流的優秀音樂。儘管如此，他們在國內地位方面仍然比其他流行音樂家低一層，因為他們從未有一首能使每個人都為之震撼的成名曲。」這篇文章於2016年6月在告示牌發布，而她也成為在文中被提及的人之一。2016年2月，瑪琳娜在Vice新聞中表示「我不是一個真正的流行音樂明星。明星是與名人文化劃上等號的人。我完全沒有從自己身上感覺到這一點」。
瑪琳娜曾約略估計同性戀者將會佔其演唱會聽眾的60％，排除自己以社會局外人的身分所寫的一首歌曲，她認自己成為同志偶像的原因是基於她的立場和幽默感。2012年，她在同性戀雜誌《態度》的頒獎典禮上獲得最佳音樂獎。在奧蘭多夜總會拍攝結束後，她於2016年6月在紐約主持了NYC Pride event，當時，她身著彩虹條紋的斗篷。
瑪琳娜於事後選擇淡化了她在同性戀團體中的知名度，以避免讓自己聽起來像一個「陳腔濫調的流行歌星」，並認為當人們能接納彼此時，將意味著人們不會被再自己的性取向束縛住。
她的聲音與身體時常被拿來與自己的朋友兼同公司流行歌手酷娃恰莉做比較。2016年3月，因瑪琳娜認為恰莉拍攝的照片是她自己在《Froot》上的形象衍生物對此不屑一顧而使雙方產生嫌隙。

## 音樂作品

### 錄音室專輯
- 《傳家珠寶》The Family Jewels （2010年）
- 《愛戀之心》Electra Heart （2012年）
- Froot （2015年）
- Love + Fear （2018年）[113]

### 迷你專輯
- Mermaid vs. Sailor （2007）
- The Crown Jewels EP （2009）
- The American Jewels EP （2010）

## 巡迴演唱會

### 主辦
- 傳家珠寶巡迴演唱會 The Family Jewels Tour （2010-11年）
- 孤獨心夜場巡迴演唱會（2012-13年）
- 霓光自然巡迴演唱會 （2015-16年）

### 串場嘉賓
- 凱蒂·佩芮– 加州之夢巡迴演唱會 （2011年）
- 酷玩樂團 – 彩繪人生巡迴演唱會（2011年-12）

## 獲獎和提名紀錄
| 年分 | 提名組織                   | 獲提名              | 獎項                  | 結果   | Ref.         |
| ---- | -------------------------- | ------------------- | --------------------- | ------ | ------------ |
| 2010 | 年度新聲                   | 瑪琳娜鑽石          | 2010年度新聲          | 第二名 |              |
| 2010 | 全英音樂獎                 | 瑪琳娜鑽石          | 評論家選擇獎          | 提名   | [ 114 ]      |
| 2010 | BT Digital Music Awards    | 瑪琳娜鑽石          | 年度突破性藝人        | 提名   | [ 115 ]      |
| 2010 | MTV歐洲音樂大獎            | 瑪琳娜鑽石          | 最佳英國 & 愛爾蘭藝人 | 獲獎   | [ 來源請求 ] |
| 2010 | MTV歐洲音樂大獎            | 瑪琳娜鑽石          | 最佳歐洲藝人          | 提名   | [ 來源請求 ] |
| 2010 | 英國節日頒獎禮             | 瑪琳娜鑽石          | 最佳突破性藝人        | 提名   | [ 116 ]      |
| 2010 | Virgin Media Music Awards  | 瑪琳娜鑽石          | 最佳新人              | 獲獎   | [ 117 ]      |
| 2010 | 新音樂快遞音樂獎           | 瑪琳娜鑽石          | 最佳女性              | 提名   | [ 來源請求 ] |
| 2010 | Popjustice £20 Music Prize | 《我不是機器》      | 最佳英國流行單曲      | 提名   | [ 118 ]      |
| 2011 | 魅力獎                     | 瑪琳娜鑽石          | 最佳英國獨立藝術家    | 提名   | [ 來源請求 ] |
| 2012 | Attitude Magazine Awards   | 瑪琳娜鑽石          | 最佳音樂獎            | 獲獎   | [ 來源請求 ] |
| 2012 | Popjustice £20 Music Prize | 《Power & Control》 | 最佳英國流行單曲      | 提名   | [ 118 ]      |
| 2015 | Popjustice £20 Music Prize | 《I'm a Ruin》      | 最佳英國流行單曲      | 提名   | [ 118 ]      |
| 2016 | Music Society Awards       | Froot               | 年度另類獨立專輯      | 提名   | [ 來源請求 ] |